# Woiwodschaftsmarschall
Woiwodschaftsmarschall (polnisch: Marszałek Województwa) ist in Polen der oberste Chef der Exekutive der Selbstverwaltung einer Woiwodschaft. Der Woiwodschaftsmarschall wird vom Woiwodschaftstag (Polnisch: sejmik województwa) nominiert. Der Woiwodschaftsmarschall ist gleichzeitig der Vorsitzende des Exekutivausschusses der Woiwodschaft (etwa Regionalverwaltung). Sein Stellvertreter wird Vizemarschall genannt.